# Комае

35°38′5″ пн. ш. 139°34′43″ сх. д. / 35.63472° пн. ш. 139.57861° сх. д.
Кома́е (яп. 狛江市, こまえし, МФА: [koma.e ɕi̥]) — місто в Японії, в префектурі Токіо.

## Короткі відомості
Розташоване в південно-східній частині префектури, на південному заході столиці, на північному березі річки Тама. Виникло на основі сільських поселень раннього нового часу. Засноване 1970 року. Основою економіки є виробництво електротоварів, високоточної техніки і комп'ютерів. Станом на 1 жовтня 2008 площа міста становила 6,39 км². Станом на 1 липня 2011 населення міста становило 78 513 осіб.